# Gösta Bergengrens Minneslopp
Gösta Bergengrens Minneslopp är ett travlopp som körs på Bergsåkers travbana i Sundsvall i Västernorrlands län varje år sedan 1965. Loppet körs oftast över medeldistansen 2 140 meter med autostart, men har vid ett par tillfällen körts över 2 640 meter. Förstapris är 200 000 kronor (sedan 2019).

## Vinnare
| År   | Häst               | Kusk             | Tränare           | Tid    | Odds  | Tvåa              | Trea             |
| ---- | ------------------ | ---------------- | ----------------- | ------ | ----- | ----------------- | ---------------- |
| 2024 | Phoenix Photo      | Ulf Ohlsson      | Svante Ericsson   | 1.12,1 | 6,12  | Castor the Star   | Weekend Fun      |
| 2023 | Mellby Jinx        | Daniel Wäjersten | Daniel Wäjersten  | 1.13,5 | 9,14  | Pinto Bob         | Global Adventure |
| 2022 | Spickleback Face   | Daniel Wäjersten | Daniel Wäjersten  | 1.13,4 | 1,75  | Selmer I.H.       | Van Gogh Z.S.    |
| 2021 | J.H.Mannerheim     | Daniel Wäjersten | Daniel Wäjersten  | 1.13,2 | 11,13 | Selmer I.H.       | Super Zantos     |
| 2020 | Disco Volante      | Ulf Ohlsson      | Stefan Melander   | 1.10,3 | 5,67  | Snowstorm Hanover | Ajlexes Cubano   |
| 2019 | Elian Web          | Jorma Kontio     | Katja Melkko      | 1.13,4 | 4,30  | Nappa Scar        | Queer Fish       |
| 2018 | Cruzado Dela Noche | Per Linderoth    | Stefan Melander   | 1.12,2 | 2,17  | Digital Ink       | Makethemark      |
| 2017 | Order By Keeper    | Håkan Skoglund   | Håkan Skoglund    | 1.12,1 | 23,95 | Seedorf OMF       | Liberty Face     |
| 2016 | On Track Piraten   | Johnny Takter    | Hans R. Strömberg | 1.13,8 | 1,28  | Ed You            | Blended Scotch   |
| 2015 | Nahar              | Robert Bergh     | Robert Bergh      | 1.14,2 | 2,81  | Cool Keeper       | Labero Broline   |
| 2014 | Amaru Boko         | Robert Bergh     | Robert Bergh      | 1.13,9 | 1,25  | Trustworthy Ås    | Kash's Cantab    |
| 2013 | I Won't Dance      | Erik Adielsson   | Stig H. Johansson | 1.14,0 | 4,95  | Lester            | Aisle Stand      |
| 2012 | Persos Seaman      | Erik Adielsson   | Kari Lähdekorpi   | 1.12,6 | 18,94 | El Sueco          | Fabrice Axe      |
| 2011 | Marshland          | Örjan Kihlström  | Stefan Hultman    | 1.16,4 | 1,83  | Amour Ami         | Rutger Raket     |
| 2010 | Super Light        | Jörgen Westholm  | Jörgen Westholm   | 1.13,6 | 2.49  | Amour Ami         | Go on Pale       |